# Diócesis de Tamada
La Diócesis de Tamada o Tamadia (del latín: Tamadensis Dioecesis) es una sede desaparecida y hoy sede titular de la Iglesia católica.

## Historia
Tamada, antigua ciudad identificable con Aïn-Tamda, cerca de Masqueray en la actual Argelia, es una antigua sede episcopal de la provincia romana de Mauritania Cesariense.
En 1933 se estableció como sede titular episcopal, manteniéndose así al día de hoy, siendo su actual obispo titular, monseñor Santos Abril y Castelló que es al tiempo arcipreste de la Basílica Papal de Santa María la Mayor y vicecamarlengo de la Cámara Apostólica.

## Ordinarios
- Donato † (mencionado en el 411) (obispo donatista)
- Romano † (mencionado en el 484)

## Obispos titulares
- José Ivo Lorscheiter † (12 de noviembre de 1965 - 5 de febrero de 1974, obispo de Santa Maria, Rio Grande do Sul)
- Antônio Carlos Mesquita † (8 de abril de 1974 - 6 de marzo de 1977, obispo de Oliveira, Minas Gerais)
- Santos Abril y Castelló (29 de abril de 1985 - 26 de octubre de 2013)
- Aldo Giordano † (26 de octubre de 2013 - 2 de diciembre de 2021, fallecido)
- Frank Leo (16 de julio de 2022-11 de febrero de 2023, arzobispo de Toronto, Ontario)
- Carlos Alberto Santos García (desde 13 de mayo de 2023)